# OVO
OVO (auch veröffentlicht als OVO: The Millennium Show) ist das dritte Soundtrack-Album, das jedoch zu keinem Film, sondern zu einer Musikshow gehört und das zwölfte Album insgesamt des englischen Singer-Songwriters und Rock-Musikers Peter Gabriel. Es wurde am 12. Juni 2000 von Real World Records veröffentlicht und ist eine Auftragsarbeit im Zusammenhang zur Millennium Dome Show, einer Multimedia-Performance-Show unter der Regie von Peter Gabriel und Mark Fisher, die vom 1. Januar bis zum 31. Dezember 2000 im Millennium Dome in Greenwich, London, 999-mal aufgeführt wurde.

## Namensherkunft
Die Figur OVO in dem Comic The Story of OVO, der erst gegen Ende der Geschichte das Licht der Welt erblickt, bekam von seinen Eltern diesen Namen, als sie nach seiner Geburt sein Gesicht ansahen. Die beiden Os sind die Augen und das V die beiden V-förmigen Augenbrauen, die aussehen wie die Buchstabenfolge OVO. Das Album ist wiederum nach diesem Neugeborenen benannt.

## Hintergrund

Die Millennium Dome Show, Mitte der Vorstellung im Oktober 2000

Gabriel arbeitete bereits an den Songs für sein 2002 erschienenes Album Up, das schon 2001 veröffentlicht werden sollte, als er mit der Arbeit an OVO begann: „Ovo sollte lediglich ein sechsmonatiger Exkurs werden. Am Ende wurden daraus zwei Jahre.“ Anfangs wurde einige Monate lang gleichzeitig an Up und OVO gearbeitet, jeweils getrennt voneinander durch die Tontechniker Richard Chappell und Richard Evans. Im November 1998 beschlossen jedoch beide Tontechniker sich auf die Fertigstellung des OVO-Soundtracks zu konzentrieren, so dass die Arbeit an Up vorübergehend unterbrochen wurde.
Mark Fisher, der kreative Leiter des Millennium Dome, hatte Gabriel gebeten, die Musik für die Millennium Dome Show zu komponieren. Gabriel stimmte zu, an dem Projekt mitzuarbeiten: „Ich sagte zu Mark, wenn er einen Partner für die Entwicklung einer Geschichte und visueller Ideen wolle, dann würde ich das gerne tun. Der Reiz lag darin, dass es sich um ein riesiges Projekt handelte, bei dem man sich einige verrückte Dinge ausdenken konnte, und dass es ein Budget gab, um es zu bezahlen.“ Das schlechte öffentliche Image und die Probleme rund um den Millennium Dome nahm Gabriel als Herausforderung an: „Ich wusste, worauf ich mich einlasse und dass es ein ziemlich unpopuläres Projekt war. Aber die Tatsache, dass es umstritten sein würde, hat mich eigentlich gereizt.“

## Entstehung
Wenn Gabriel das Album OVO mit dem 2002 erschienenen Up vergleicht, sieht er eine Reihe von Unterschieden: „Es bezieht sich auf Volksmusik, und es gibt futuristische Elemente, mit denen ich normalerweise nicht arbeiten würde. OVO hat einen externen Fokus, während das andere Album, an dem ich gearbeitet habe, mehr nach innen gerichtet ist.“ „Verschiedene Versionen von Großbritannien“ weckten Gabriels Interesse: „Es gab die traditionelle Sicht auf ein weißes England, mit Folk-Referenzen, über die ich musikalisch sehr wenig wusste und die ich recherchieren musste. Dann gab es das zeitgenössische Großbritannien, und das Ziel war, asiatische, afrikanische, karibische und irische Elemente aus einer heute sehr multikulturellen Gesellschaft einzubeziehen.“
Im Eröffnungstitel The Story of OVO, in dem die Sängerin Neneh Cherry und der Rapper Rasco die Geschichte erzählen, wählte Gabriel Rap als Genre: „Ich wollte, dass es Kinder anspricht, und Rap scheint heutzutage ihre Nummer-1-Musik zu sein.“

## Veröffentlichung
Das Album wurde in zwei verschiedenen Versionen veröffentlicht.
Die Doppel-CD-Edition mit dem Titel OVO The Millennium Show enthält ein anderes Cover und Booklet, ein Comicbuch im CD-Booklet-Format mit 46 Seiten und dem Titel The Story Of OVO und den Bonustrack The Tree That Went Up. Diese wurde zunächst exklusiv bei der Millennium Dome Show verkauft, später auch auf anderen Absatzkanälen. Die Titelliste dieser Version ist im Vergleich zur anderen Version um eine Nummer verschoben. Der Titel The Story of OVO wurde auf die zusätzliche CD verschoben. Jede CD jeder Ausgabe enthält einen Multimedia-Teil mit dem Zeitraffer-Video The Nest That Sailed the Sky. Während das Booklet der Einzel-CD-Version eine Einführung von Peter Gabriel zu der Entstehung, der Geschichte und der beteiligten Musiker sowie Songtexte enthält, enthält das Booklet der Doppel-CD-Version eine kurze Zusammenfassung der Geschichte, Stellungnahmen der beteiligten Künstler und Bilder von der Millennium Dome Show. Das zusätzliche Comicbuch enthält die Geschichte von OVO in Comicform. Bei der Einzel-CD-Veröffentlichung von OVO wurde der Name von Alison Goldfrapp aus den Credits entfernt.
Vor der offiziellen Veröffentlichung wurde das Album durch eine Web-Promotion-Kampagne mit den Namen Web Wheel mit drei Titeln, die nicht auf dem Album zu finden waren, der Öffentlichkeit zugänglich gemacht. Die drei Titel wurden einzeln auf verschiedenen miteinander verknüpften Websites verteilt und liefen zum offiziellen Veröffentlichungsdatum ab.
Im Mai 2003 war noch die Veröffentlichung einer überarbeiteten Versions des Albums OVO unter dem Namen Son of OVO für das gleiche Jahr geplant, bei dem Peter Gabriel alle Songs singen sollte. An dieser Aufnahme waren Gabriels Tontechniker Richard Chappell und der US-amerikanische Musikproduzent Stephen Hague beteiligt. Ende des Jahres 2003 war das Album noch nicht fertig, aber Gabriel hatte nach seiner Aussage in einem Interview mit Michael Lösel vom 4. November 2003 einige Lieder neu eingesungen. Das Projekt mit Stephen Hague wurde schließlich nicht fertiggestellt. Gabriel war sich damals nicht sicher, ob das ein ganzes Album wert sei, überlegte aber einige der aufgenommenen Songs in anderem Material zu verwenden. Am 19. Januar 2010 wurde eine Aufnahme von Make Tomorrow unter dem Titel Make Tomorrow Today veröffentlicht, die ursprünglich für das nicht veröffentlichte Album Son of OVO geplant war. Diese Aufnahme stand nur einige Stunden zum Musikdownload im Rahmen der Aktion Download To Donate Haiti (Music For Relief) zu Gunsten der Opfer des Erdbebens in Haiti 2010 zur Verfügung. Bei dieser Aufnahme übernahm Peter Gabriel alleine den Hauptgesang, während bei der auf OVO veröffentlichten Aufnahme außerdem Paul Buchanan, Elizabeth Fraser und Richie Havens beteiligt waren. Am 19. Juni 2024 wurde eine der mit Stephen Hague in den Real World Studios aufgenommene Versionen von Make Tomorrow zum Musikdownload mit einer Spieldauer von 6:03 Minuten für die Abonnenten des Bandcamp-Kanals von Peter Gabriel veröffentlicht, bei der der Gesang ebenfalls von Gabriel alleine übernommen wurde. Diese 2024 veröffentlichte Aufnahme ist nicht identisch mit der 2010 veröffentlichten Version.
Für den Record Store Day am 12. April 2025 wurde im Februar des Jahres erstmals eine Veröffentlichung des Albums OVO auf 2 LPs in orangen und blauen Vinyl angekündigt. Anlass dieser Veröffentlichung ist das 25-jährige Jubiläum des Albums. Die limitierte Record Store Day-Edition befindet sich in einer Gatefold-Hülle mit bedruckten Innenhüllen und einem 20-seitigen Booklet mit einer Ausgabe von „The Story of OVO“. Das Album wurde von Matt Colton bei Metropolis für Vinyl neu gemastert und auf 180g Vinyl, blau und orange, gepresst. Diese Ausgabe enthält auch einen Code für einen hochauflösenden Download. Begleitend wurde The Tree That Went Up zum Musikdownload ebenfalls für die Abonnenten des Bandcamp-Kanals von Peter Gabriel veröffentlicht.

## Liveaufführungen
Peter Gabriel sang Father, Son, The Tower That Ate People, White Ashes und Downside-Up im Verlauf der Growing-Up- und Still-Growing-Up-Tourneen. Melanie Gabriel sang das Lied Downside-Up mit ihrem Vater im Duett. Diese Auftritte sind auf den Livealben Growing Up Live und Still Growing Up: Live & Unwrapped erhältlich. Downside-Up und The Nest That Sailed The Sky wurden auch im Rahmen der New Blood Tour in den Jahren 2010 und 2011 aufgeführt, ersteres Stück als Duett zwischen Peter und Melanie Gabriel und letzteres als abschließendes, reines Orchesterstück der Show. Auch Father, Son wurde aufgeführt. Diese Auftritte sind in den Konzertfilmen Live in Verona – Scratch My Back and Taking The Pulse und New Blood: Live in London zu sehen und auf dem Livealbum Live Blood zu hören. The Tower That Ate People erschien auch in dem Konzertfilm und Livealbum Back to Front: Live in London, die 2014 veröffentlicht wurde. Aufnahmen aller Konzerte der Tourneen Growing Up, Still Growing Up und Back to Front sind in den Encore Series veröffentlicht worden.

## Inhalt des ComicsThe Story of OVO
Die Geschichte von OVO wurde unter dem Titel The Story of OVO in dem als CD-Begleitheft gestalteten Comic mit 46 Seiten veröffentlicht, das Teil der CD-Edition mit dem Titel OVO The Millennium Show war.
Peter Gabriel schrieb, dass die Geschichte die Vergangenheit, Gegenwart und die Zukunft widerspiegeln soll:
- In Act I ist die Natur der Fokus, dieser Teil ist in der landwirtschaftlich geprägten  Vorgeschichte angesiedelt.
- Act II steht für die industrielle Periode.
- Act III geht in die Zukunft und integriert Natur und Technologie.

The Story of OVO erzählt die Geschichte der drei Stufen der menschlichen Evolution durch das Leben von drei Generationen einer Familie im Übergang.

### Act I: The man who loved the earth
Vor langer Zeit lebte in einer Agrargesellschaft auf der Insel Albion Theo, ein Mann, der die Erde liebte. Er betrieb Landwirtschaft und konnte sich über erfolgreiche Ernten freuen. Die Natur versorgte ihn und sein Volk mit allem, was sie zum Leben brauchten. Seine Frau Beth war stark und intuitiv. Sie konnte sich stark auf die Tätigkeit des Webens konzentrieren. Ihr Sohn Ion war mit Ideen zur Verbesserung der Welt beschäftigt. Seine Schwester Sofia war eine Träumerin und lebte in ihrer eigenen Welt. Eines Abends sah sie in einem Wald in einem Teich die Spiegelung des Himmels. So entdeckte sie zum ersten Mal die Existenz der Skypeople und verliebte sich in Skyboy. Theo war darüber verärgert und folgte ihr in den Wald. Er vertrieb Skyboy und seine Gefährten. Theo machte sich Sorgen um seine Tochter und die geheimnisvollen Fremden. Er versuchte einen anderen Mann für seine Tochter zu finden, aber sie lehnte alle Bewerber ab, weil sie die gleiche Sturheit wie Theo in sich trug. Theo verstand, dass sie genau das tun würde, was sie selbst wollte. Während eines Festes zerstörte ein Sturm die Scheune der Familie. Theo versuchte zu retten, was er konnte, aber er starb in der brennenden Scheune durch einen herabfallenden Balken.

### Act II: The tower that ate people
Der Tod von Theo hinterließ eine große Leere in seinem Dorf. Sein Sohn Ion entdeckte am Lagerfeuer, wie Eisen mithilfe von brennender Kohle aus Erz gewonnen werden kann. Er begann, Maschinen aus Eisen zu entwickeln, die das Leben der Dorfbewohner in der Landwirtschaft und allen anderen Bereichen entscheidend zu einer Industriegesellschaft verändern sollten. Er baute auf der Insel einen großen Eisenturm mit einer Stadt im Inneren. Ion versicherte allen, dass dort niemand mehr den Gefahren der Natur ausgesetzt sein würde. Mit Materialien aus allen Teilen der Welt wuchs der Turm immer weiter. Beth war dennoch besorgt, denn sie hatte das Gefühl, dass die Natur nur noch ein Gefangener im Inneren des Turms war. Die Skypeople hatten nur die Wahl, außerhalb des Turms in Armut oder innerhalb des Turms in Sklaverei zu leben. Sie wurden immer schwächer und konnten nichts dagegen tun, dass sich das einst fruchtbare Land in eine trockene Wüste verwandelte. Sofia traf Skyboy in dem, was von den Wäldern übrig geblieben war, wieder. Ion entwickelte immer mehr Ängste und machte die Skypeople für alles verantwortlich, was sich zum Schlechten veränderte. Er sah Skyboy von nun an als seinen Feind an und sperrte ihn in dem eisernen Turm ein, weil er ihn für Theos Tod verantwortlich machte. Selbst Beth konnte ihn nicht aufhalten. Sofia ermöglichte den Skypeople, den Turm anzugreifen, und hoffte, Skyboy dadurch befreien zu können. Der Turm wurde von den Skypeople erobert, und Skyboy wurde befreit. Ion begriff, was er angerichtet hatte, stürzte sich von der Spitze des Turms und starb. Seine Mutter Beth trauerte um ihren Sohn. Der Turm wurde von den Skypeople in die Luft gesprengt und stürzte in sich zusammen.

### Act III: The nest that sailed the sky
Sofia entdeckte, dass ihre Mutter Beth von den Trümmern des Turms erschlagen worden war, und trauerte um sie. Sie hatte nun ihre gesamte Familie verloren und Skyboy war verschwunden. Bei der Beerdigung von Ion und Beth erinnerte sie sich an ihre glückliche Kindheit im Kreise ihrer Familie. Sie pflanzte eine Eichel aus ihrem alten Haus ein, die sie in ihrer Tasche gefunden hatte. Plötzlich traf sie Skyboy wieder, der sie über die Wolken mitnahm. Sofia wurde schwanger. Am Tag ihrer Hochzeit wuchs ein Baum aus dem Grab ihrer Mutter. Die Eiche wurde schnell größer und größer. Dann setzte der große Regen ein, und das trockene Land wurde wieder mit Leben erfüllt. Aber der Regen hörte nicht auf, und die Skypeople konnten nicht mehr fliegen, weil ihre Flügel nass waren. Das Wasser stieg immer weiter an. Skyboy und Sofia riefen alle zu der großen Eiche, um sich zu retten. Sofia wurde die Anführerin von allen, das Kind in ihr wurde immer schwerer. Der Baum war das Einzige, was noch herausschaute. Das Kind von Skyboy und Beth wurde geboren. Seine Augenbrauen formten das Wort OVO mit seinen Augen und so bekam es seinen Namen. Das Wasser ging mehrere Monate lang nicht zurück. Sofia entdeckte, dass sie in den Himmel fallen konnte, wenn sie in den Himmel schaute. Die ganze Welt drehte sich auf den Kopf. Sie erzählte den anderen von einem Traum, in dem ein Nest mit ihrem Sohn in den Himmel segeln konnte. Sie bauten ein Nest aus Zweigen, legten Essen hinein und OVO in die Mitte. Das Nest mit OVO flog in den Himmel hinauf. Sofia war sehr traurig, aber gleichzeitig sah sie in den Gesichtern der anderen mehr Hoffnung als je zuvor. Das Nest verschwand im Himmel. Das letzte, was sie sehen konnten, war ein blauer Ball, der davonschwebte.

### Mitwirkende
- Peter Gabriel, Bob Baker – Entwicklung von Geschichte und Text
- Peter Gabriel, Mark Fisher – Original-Show-Konzept
- Charlotte Cory – zusätzlicher Text
- Christian Perret – Illustrations-Konzept und -Grafikdesign
- Georges Crisci – Illustrationen
- Zadok Ben-David – Cover-Artwork
- Marc Bessant – Cover-Artwork und Grafikdesign
- Martha Ladly – Grafikdesign-Koordination

## Titelliste
Alle Lieder wurden von Peter Gabriel geschrieben, sofern nicht anders angegeben.

### Standard-Edition
1. The Story of OVO – 5:21
2. Low Light – 6:37
3. The Time of the Turning – 5:06
4. The Man Who Loved the Earth/The Hand That Sold Shadows – 4:15
5. The Time of the Turning (Reprise)/The Weaver’s Reel (The Weaver’s Reel, geschrieben von Peter Gabriel und Richard Evans) – 5:37
6. Father, Son – 4:55
7. The Tower That Ate People – 4:49
8. Revenge – 1:31
9. White Ashes – 2:34
10. Downside-Up – 6:04
11. The Nest That Sailed the Sky – 5:05
12. Make Tomorrow – 10:01

Gesamtspielzeit: 1:01:55

### OVO The Millennium Show Disc 1
1. Low Light – 6:39
2. The Time of the Turning – 5:08
3. The Man Who Loved the Earth/The Hand That Sold Shadows – 4:12
4. The Time of the Turning (Reprise)/The Weaver’s Reel (The Weaver’s Reel, geschrieben von Peter Gabriel und Richard Evans) – 5:39
5. Father, Son – 4:55
6. The Tower That Ate People – 4:45
7. Revenge – 1:28
8. White Ashes – 2:40
9. Downside-Up – 6:02
10. The Nest That Sailed the Sky – 4:53
11. The Tree That Went Up – 2:17
12. Make Tomorrow – 10:18

Gesamtspielzeit (Disc 1): 58:56

### OVO The Millennium Show Disc 2
1. The Story of OVO – 5:21

Gesamtspielzeit (Disc 2): 5:21

Gesamtspielzeit (Disc 1–2): 1:04:17

## Mitwirkende
Die Zahlen in Klammern beziehen sich auf die Titelnummern der Einzel-CD-Ausgabe.

### Musiker
- Adzido – Schlagzeug (8, The Tree That Went Up)
- Jim Barr – Bassgitarre (1, 4), Kontrabass (12), 12-saitige akustische Gitarre (12)
- The Black Dyke Band – Blechbläser (5, 6, 10, 11)
- Paul Buchanan – Gesang (10, 12)
- Neneh Cherry – Rap (1)
- Jim Couza – Hackbrett (5)
- Sussan Deyhim – Schreie (9)
- The Dhol Foundation – Dhol-Trommeln (1, 4, 5, 8, 10, The Tree That Went Up)
- Markus Dravs – zusätzliche Schlagzeug-Session (12)
- Geroge Dzikunu – Haupt-Schlagzeuger (8, The Tree That Went Up)
- Nigel Eaton – Drehleier (4, 5)
- Electra Strings – Streicher (2, 3, 10–12, The Tree That Went Up)
- Simon Emmerson – Glocken (5), Fingerzimbeln (5)
- Kudsi Erguner – Nay-Flöte (2)
- Richard Evans – Synthesizer (1), Nordbass (2), E-Gitarren-Loops (3), Mandola (3, 5, 12), Flöte (3, 5), Hackbrett (3), Crotales (4), Claps (4), Bassgitarre (5), Shaker (5), 12-saitige E-Gitarre (10, 12), 12-saitige akustische Gitarre (10), E-Gitarre (12), Perkussion (12)
- Babacar Faye – Sabar (10)
- Elizabeth Fraser – Gesang (10, 12)
- Peter Gabriel – Gesang (1, 4, 6, 7, 9, 12), Keyboard (1, 3, 5, 7, 9, 10, The Tree That Went Up), Schlagzeug (1, 4), Tanpura (2), Klavier (2, 6, 12), Synthesizer (2, 6, 11, 12), Klavier-Loops (3), Hammer dulcimer treatments (3), Crotales (3, 4), afrikanische Perkussion (1, 3, 5), Claps (4), Streicher (5), Synth-Bass (5, 10), Bass-Keyboard (7, 12), Bassgitarre (9), Begleitgesang (10), Surdu (10, The Tree That Went Up), peruanische Trommel (10), Synth-Gitarre (10), Kalliope (12)
- Steve Gadd – Schlagzeug (9)
- Ganga Giri – Didgeridoo (1, 4)
- Alison Goldfrapp – Gesang (3, 5)
- Omi Hall – Gesang (1, 4, 9)
- Richie Havens – Gesang (3, 12)
- Johnny Kalsi – Kopftrommeln (1, 4, 8, 10, The Tree That Went Up), Dhol-Trommel (5), Tabla (5)
- Manu Katché – Schlagzeug (7, 10)
- Stuart Gordon – Fiddle (5), Viola (5)
- Tony Levin – Bassgitarre (6, 7, 10), Mittelbass (12)
- Iarla Ó Lionáird – Gesang (2)
- Ged Lynch – Shakers (3), Trommeln (12)
- Hossam Ramzy – Fingerzimbeln (1, 4), Dufs (1), Tabla (4), Crotales (4)
- David Rhodes – E-Gitarre (1, 4, 7, 10, 12, The Tree That Went Up)
- James McNally – Bodhrán (1, 4, 5), Whistle (4, 5), Pianoakkordeon
- Jocelyn Pook – Streicher (5)
- Rasco – Rap (1)
- L. Shankar – Begleitgesang (2), Doppel-Geige (2, 11)
- Carol Steel – Congas (10), Shaker (10)
- Assane Thiam – Talking Drum (10)
- Brian Transeau – Bassgitarre (12)

### Technisches Personal
- David Bascombe – Tonaufnahme der Flöten-Gruppe (12)
- Marc Bessant – Grafikdesign, zusätzliche Fotografie (Einzel-CD-Ausgabe)
- Tchad Blake – Mixing (1, 10, 12)
- David Bottrill – Mixing (3, 7, 10, 12), Endaufnahme der Rhythmusgruppe (10)
- Richard Chappell – Tontechnik, Trommel-Programmierung (1), Mixing (1, 4a, 7–9), Bearbeitung (1, 4, 7, 9), Schlagzeug-Programmierung (1, 3, 4, 7–9, The Tree That Went Up), Loops (7), Endtoms (7)
- Alan Coleman – zusätzliche Tontechnik
- Athena Connal – grafische Gestaltung (Doppel-CD-Ausgabe)
- Tony Cousins – Mastering
- Electra Strings – Streicher-Arrangements (5)
- Simon Emmerson – Produktion (5b), Schlagzeug-Programmierung (5)
- Richard Evans – Tontechnik, Programmierung, Mixing (1–3, 4b–6, 10–12, The Tree That Went Up), Behandlungen (3, 11), Schlagzeug-Programmierung (5, The Tree That Went Up)
- Peter Gabriel – Produktion, Dronen-Bearbeitungen (2), Streicher-Arrangements (2, 3, 10–12, The Tree That Went Up), Bläser-Arrangements (5, 6), Treatments (7), Keyboard-Treatments (8), Programmierung (10, 12)
- Will Gregory – Bläser-Arrangements (5, 6, 10)
- Edel Griffith – zusätzliche Technik
- Dennis Kunkel – Mikroskopie-Aufnahmen (Einzel-CD-Ausgabe)
- Martha Ladly – Design-Koordination
- Daniel Lanois – Tonaufnahme der Rhythmusgruppe am Ende (10), Tonaufnahme der Flöten-Gruppe (12)
- Tristan Manco – grafische Gestaltung (Doppel-CD-Ausgabe)
- Gideon Mendel – zusätzliche Fotografie (Doppel-CD-Ausgabe)
- Peter Nicholls – Außenaufnahmen der Kuppel (Doppel-CD-Ausgabe)
- Nils-Udo – Bilder (Einzel-CD-Ausgabe)
- Lee Parry – Enhanced CD
- Jocelyn Pook – Streicher-Arrangements (2, 3, 10, 11)
- Elizabeth Purnell – Blechbläser-Orchestrierung (5, 6, 10, 11), Blechbläser-Arrangements (10, 11)
- Anna-Karin Sundin – zusätzliche Fotografie (Einzel-CD-Ausgabe)
- York Tillyer – Enhanced CD, Enhanced CD-Video, Fotos für Vorder- und Rückseite des Covers (Doppel-CD-Ausgabe), zusätzliche Fotos (Doppel-CD-Ausgabe)
- Brian Transeau – Produktion (12), Programmierung (7), Fills (7), Gitarren-Chorus (7), Streicher-Arrangements (12), Schlagzeug-Programmierung (12), Nord-Programmierung (12)
- Jacquie Turner – Assistentin der Rhythmusgruppe am Ende der Tonaufnahme (10), Assistentin beim Mixing (12)
- Ben Wakeford – Enhanced CD
- James Watson – Dirigent (5, 6, 10, 11)

## Charts und Chartplatzierungen
| ChartsChartplatzierungen     | Höchstplatzierung | Wochen |
| ---------------------------- | ----------------- | ------ |
| Deutschland (GfK)            | 14 (13 Wo.)       | 13     |
| Schweiz (IFPI)               | 27 (10 Wo.)       | 10     |
| Vereinigtes Königreich (OCC) | 24 (3 Wo.)        | 3      |